# Rockport (Arkansas)
Rockport é uma cidade  localizada no estado americano de Arkansas, no Condado de Hot Spring.

## Demografia
Segundo o censo americano de 2000, a sua população era de 792 habitantes.
Em 2006, foi estimada uma população de 808, um aumento de 16 (2.0%).

## Geografia
De acordo com o United States Census Bureau, a localidade tem uma área de 8,1 km², sem área coberta por água.

## Localidades na vizinhança
O diagrama seguinte representa as localidades num raio de 24 km ao redor de Rockport.